# Palacete das Mendoza
O Palacete das Mendoza é uma mansão situada entre a Avenida Santa María e a rua Arzobispo Malvar, no extremo oeste do centro histórico de Pontevedra (Galiza, Espanha). É actualmente a sede do Gabinete de Turismo de Rias Baixas.

## História
O castelo medieval dos Churruchaos (ou Arcebispos de Santiago de Compostela) e as Torres dos Arcebispos, cujo centro de interpretação (CITA) se encontra nas proximidades, ficava outrora no local da mansão. Em 1877, Soledad Méndez Núñez, irmã do famoso marinheiro Casto Méndez Núñez, comprou o terreno e encarregou o arquiteto Alejandro Rodríguez Sesmero de construir a mansão. É também o autor dos imponentes edifícios do século XIX do Conselho Provincial de Pontevedra e da Câmara Municipal de Pontevedra. Este arquitecto foi responsável pelo planeamento dos edifícios nobres de Pontevedra, após a demolição da muralha medieval da cidade. O palacete foi construído entre 1878 e 1880..
Esta mansão foi o primeiro edifício da cidade a ter um abastecimento de água corrente. O arquitecto Sesmero foi responsável pelo planeamento do abastecimento de água corrente para Pontevedra e as suas praças. Aqui foram instaladas várias fontes do século XIX, uma das quais fica muito perto da mansão. Os seus primeiros habitantes foram a sua proprietária, Soledad Méndez Núñez, a sua irmã, Maria del Carmen Clara Méndez Núñez, o seu marido, José Babiano Rodríguez, e a filha do casal, que viria a ser a notável pintora Carmen Babiano Méndez-Núñez. A casa acabou por ser transmitida a Maria e Concepcion Mendoza Babiano, filhas de Carmen Babiano Mendez-Nunez, que estiveram envolvidas na cultura da cidade e foram as últimas a ocupar o palacete em 1971. Durante a sua estadia, o palacete tornou-se um ponto de encontro para as personalidades importantes da época.
O edifício sofreu um certo abandono até aos anos 80, quando em 1981 se tornou um dos principais locais de filmagem da série de televisão Los gozos y las sombras da Radiotelevisión Española. Era a casa de Doña Mariana (Amparo Rivelles). O palacete das Mendoza é facilmente reconhecível na série como a casa de Dona Mariana, embora apenas no exterior, uma vez que as cenas interiores foram filmadas noutro palacete em Madrid, perto da rua Alcalá.
Foi então comprado nos anos 90 por uma entidade bancária, Caja Madrid, até que o Conselho Provincial de Pontevedra o adquiriu para o tornar a sede do Turismo das Rias Baixas, inaugurada para esta função a 28 de julho de 2004.
Em 2015, um artista de Lugo transformou o tronco e os galhos de um velho teixo morto nos jardins do Palacete das Mendoza numa escultura viva, colocando algumas bagas de 40 quilos e 1,10 metros de altura como elementos artísticos no esqueleto lenhoso do teixo, com o qual o artista queria que a velha árvore desse frutos como nunca antes.

## Descrição
O edifício pertence ao estilo ecléctico que prevaleceu no final do século XIX, com elementos e conceitos inspirados na arquitectura francesa. É composto por uma semi-cave, um rés-do-chão e um primeiro andar. No rés-do-chão há uma porta principal e quatro janelas nas paredes e no andar superior há cinco portas de varanda. A parte superior das janelas e das portas é decorada com motivos ornamentais. O topo da mansão é rematado por  uma  cornija circular.
Na fachada, as janelas são delimitadas por bordas neoclássicas, com linteis que terminam em frontões triangulares no segundo andar e um arco circular no primeiro. A caixa económica Caja Madrid, proprietária da mansão durante alguns anos, renovou o interior e as salas do rés-do-chão, a sala de música, a sala de jantar, a sala de chá e a escadaria imperial de madeira, fazendo desaparecer tudo para criar o pátio central. O edifício está isolado e rodeado de jardins que realçam a sua arquitetura.

## Cultura
As festas diárias das irmãs María e Concha Mendoza Babiano foram frequentadas pelos mais distintos membros da sociedade de Pontevedra da época e pelos ilustres visitantes que vieram à cidade ou chegaram ao porto de Marín-Pontevedra. Durante várias décadas, as irmãs Mendoza compilaram as receitas que pediram aos seus convidados, recolhidas nas suas viagens ou recebidas dos seus amigos. Acabaram por criar uma colecção privada de receitas sem precedentes e valiosas para as suas festas, com pratos de todo o mundo. Estas receitas foram publicadas no final de 2021, num livro intitulado Las 1001 recetas del palacete de las Mendoza. ·  · 

## Galeria

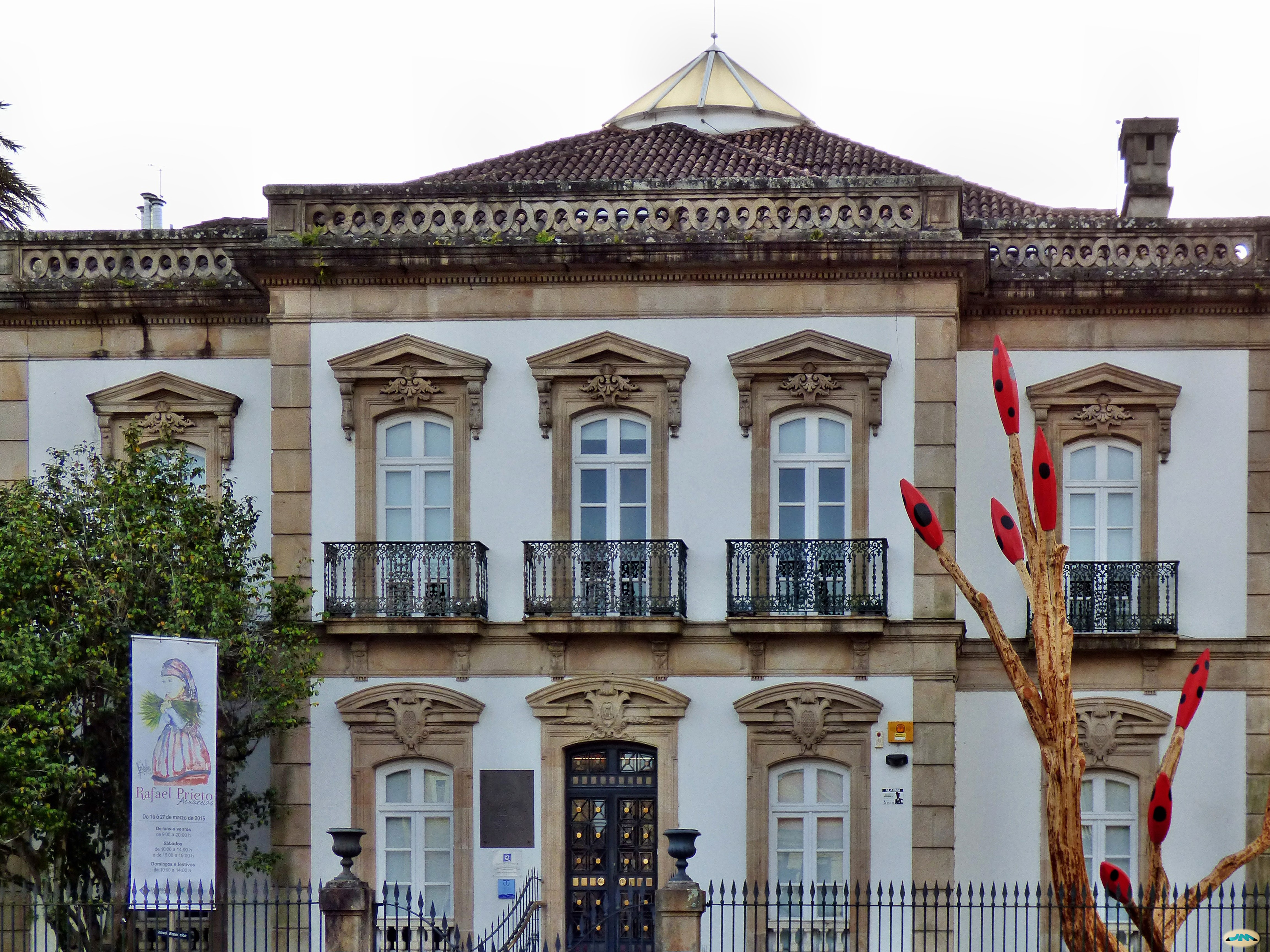
Fachada
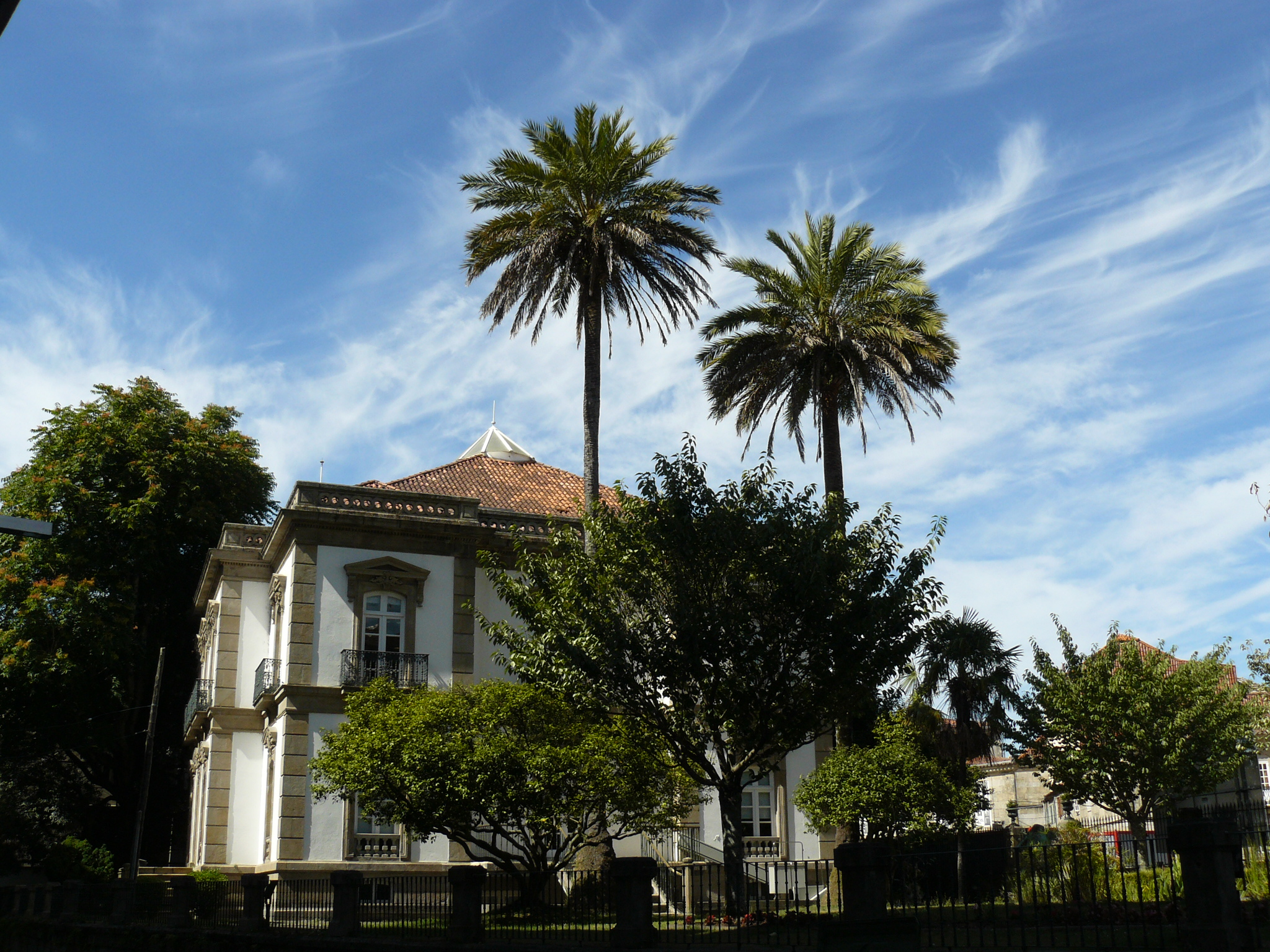
A mansão rodeada de jardins.
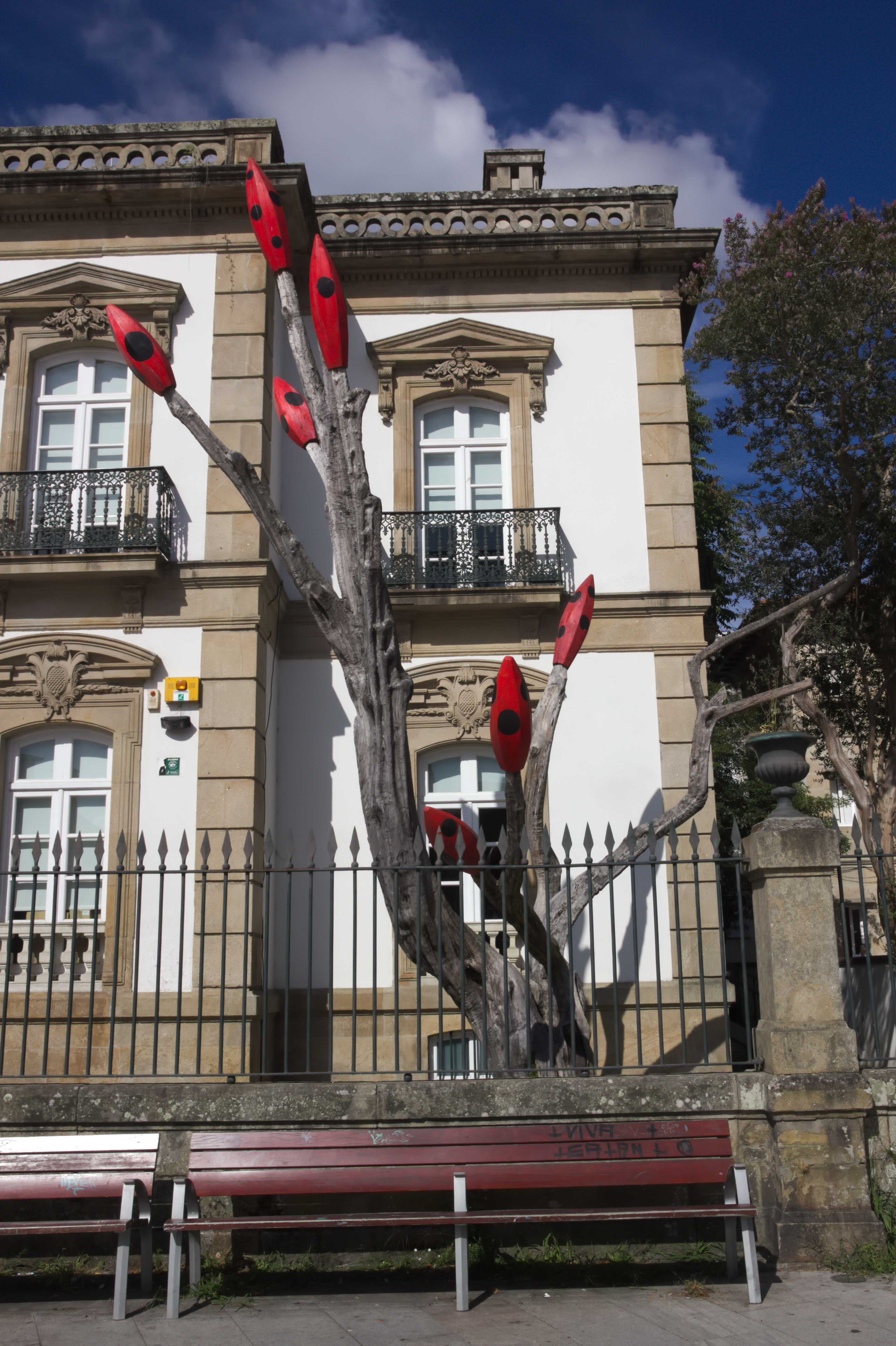
Teixo seco decorado
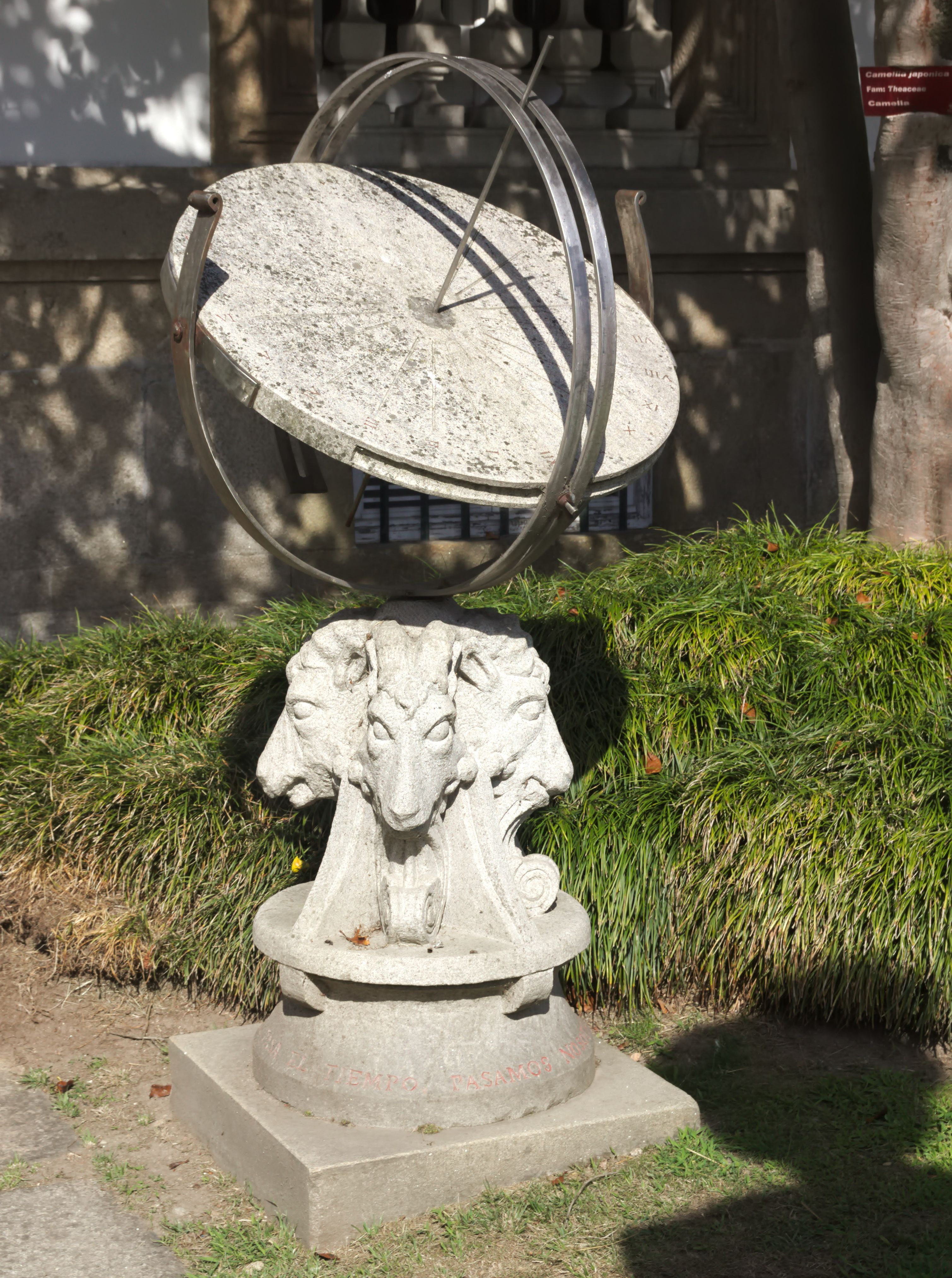
Relógio de sol no jardim
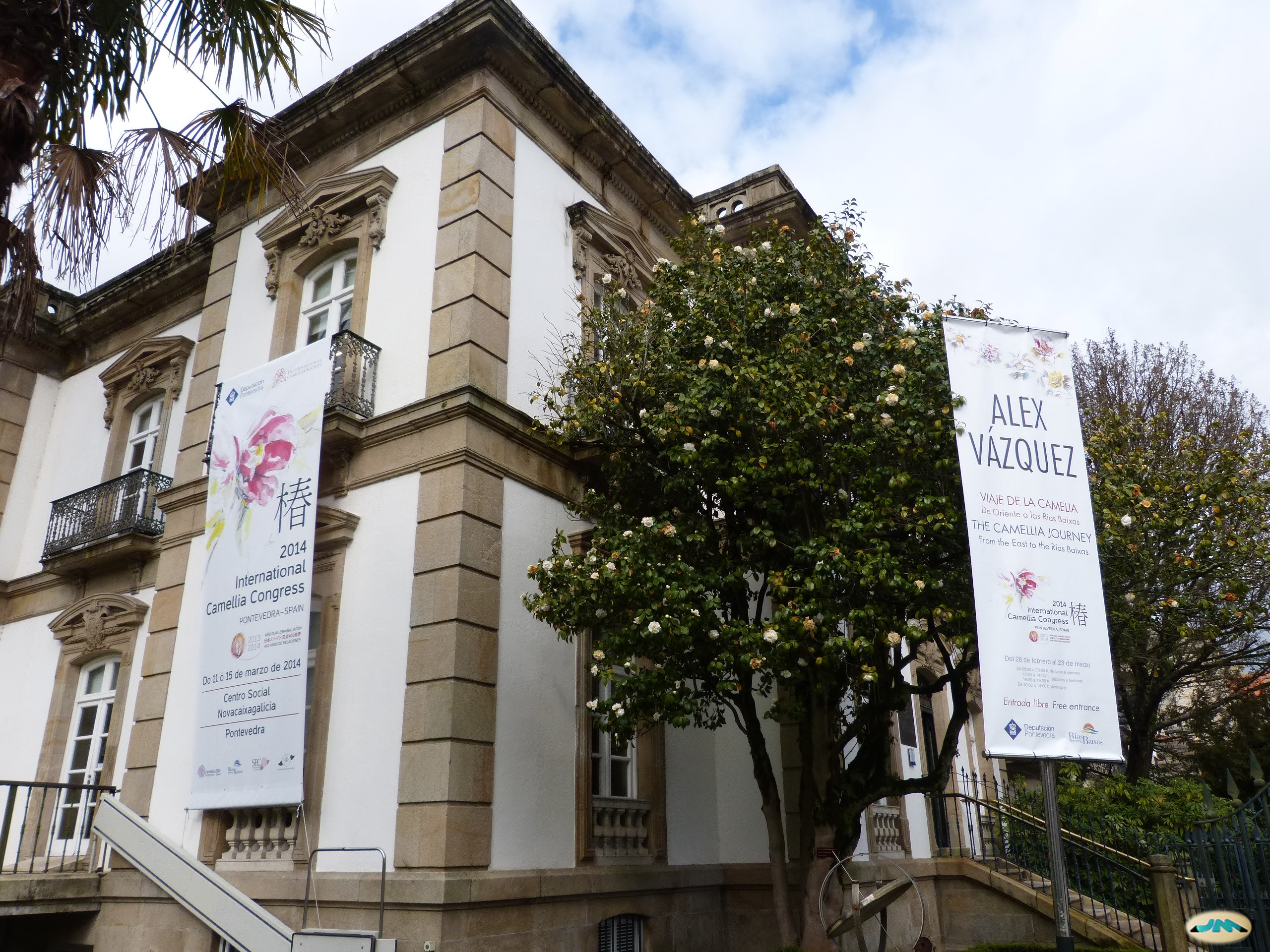
Congresso da Camélia 2014
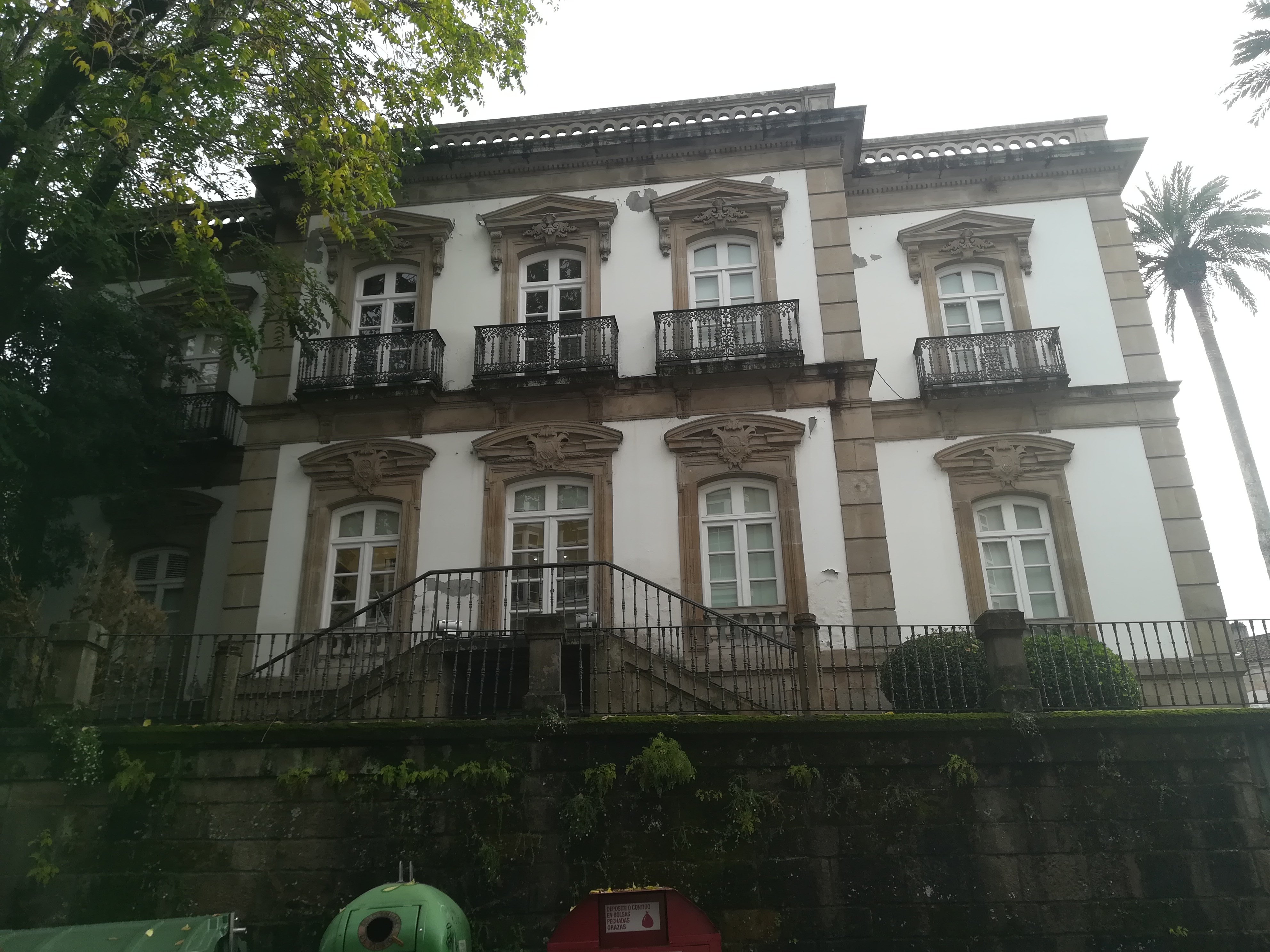
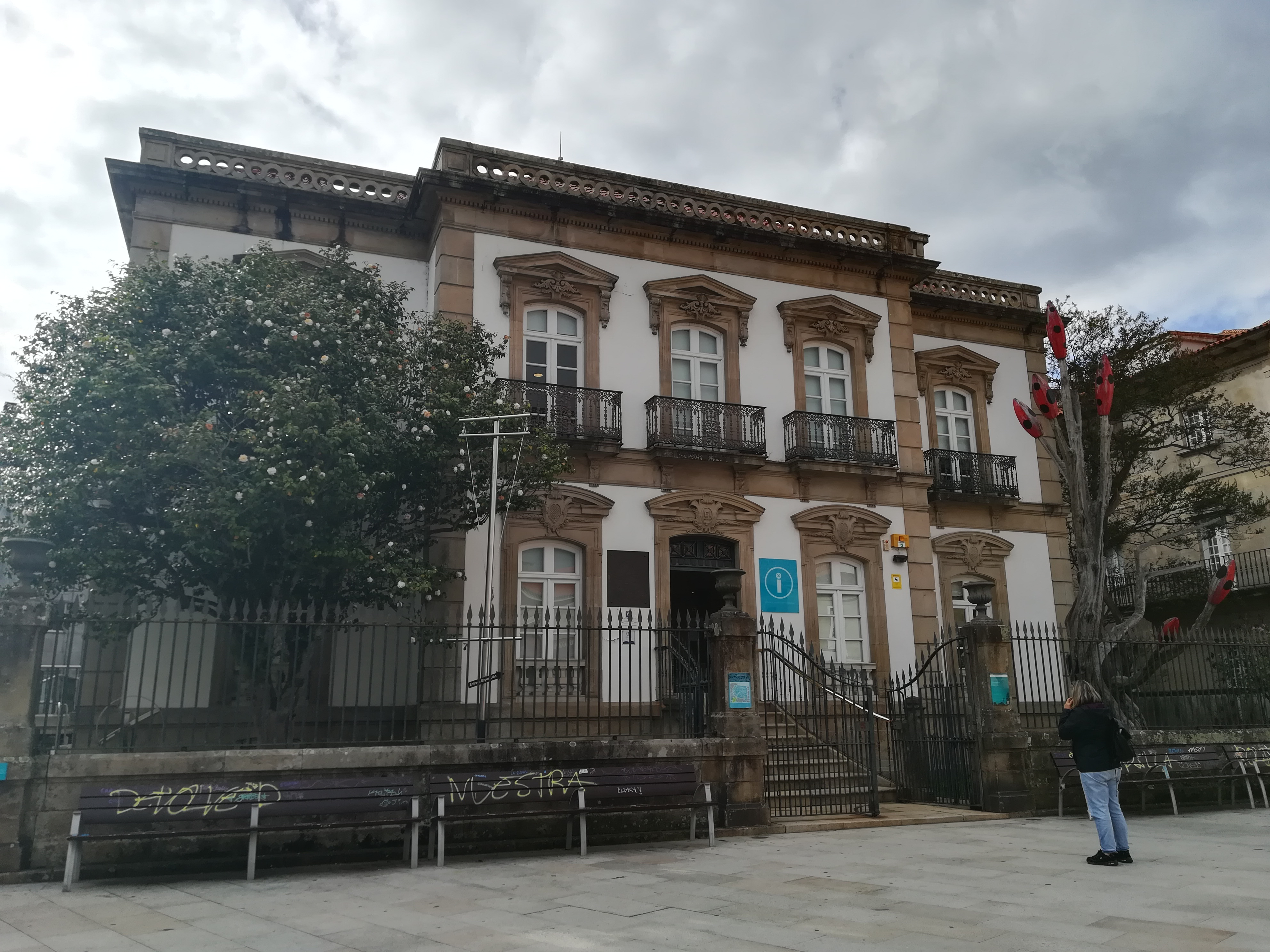
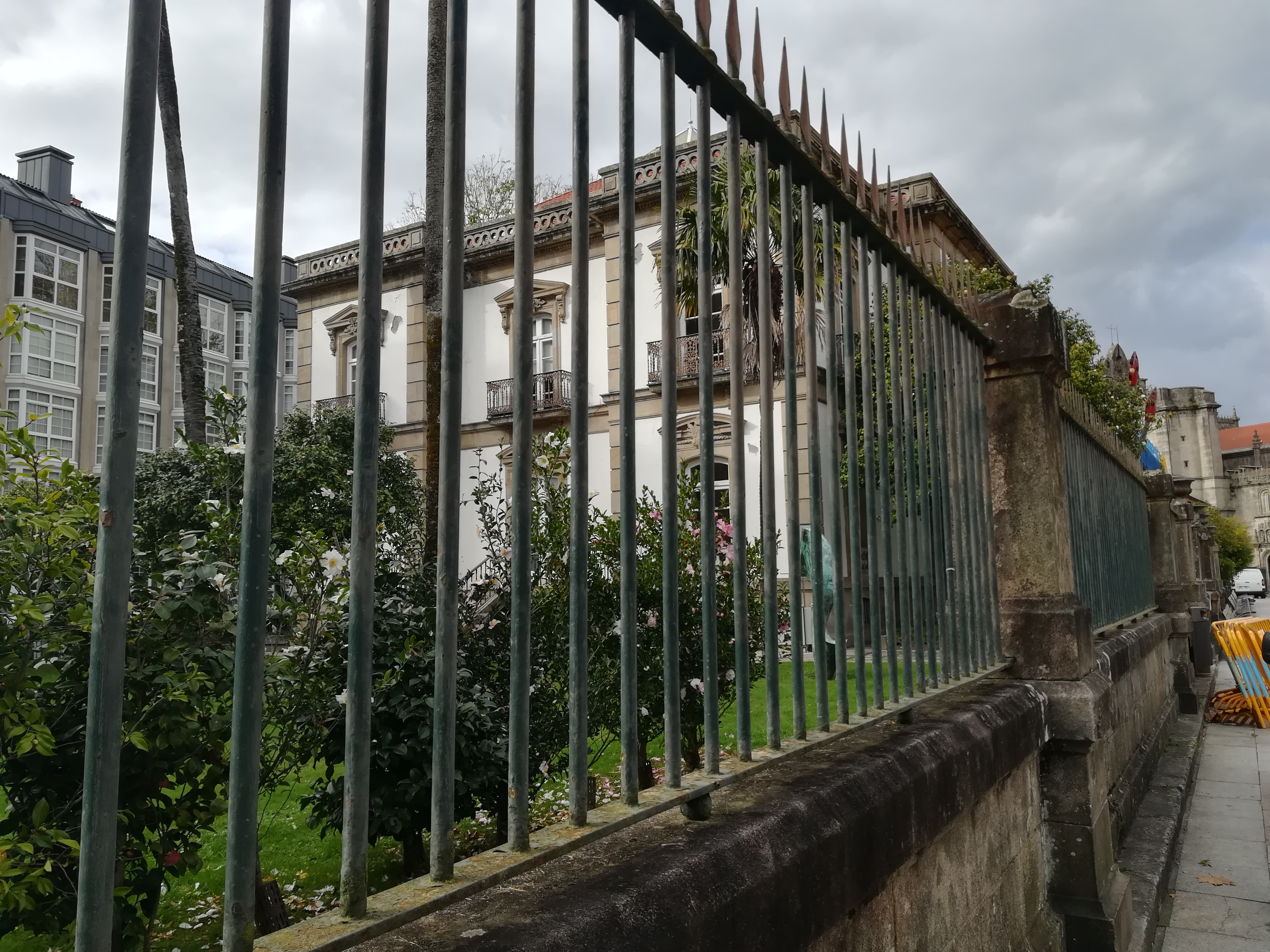
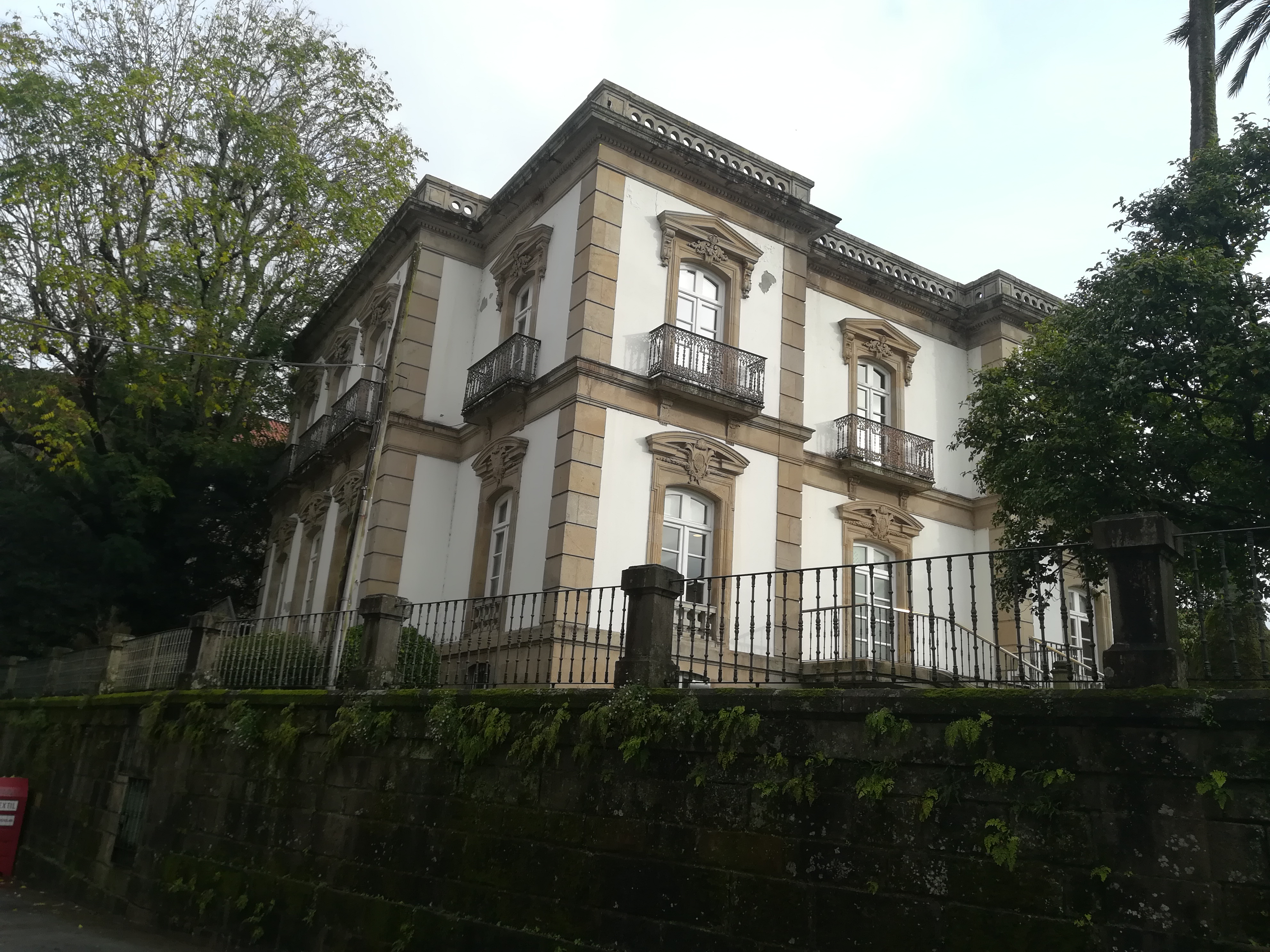
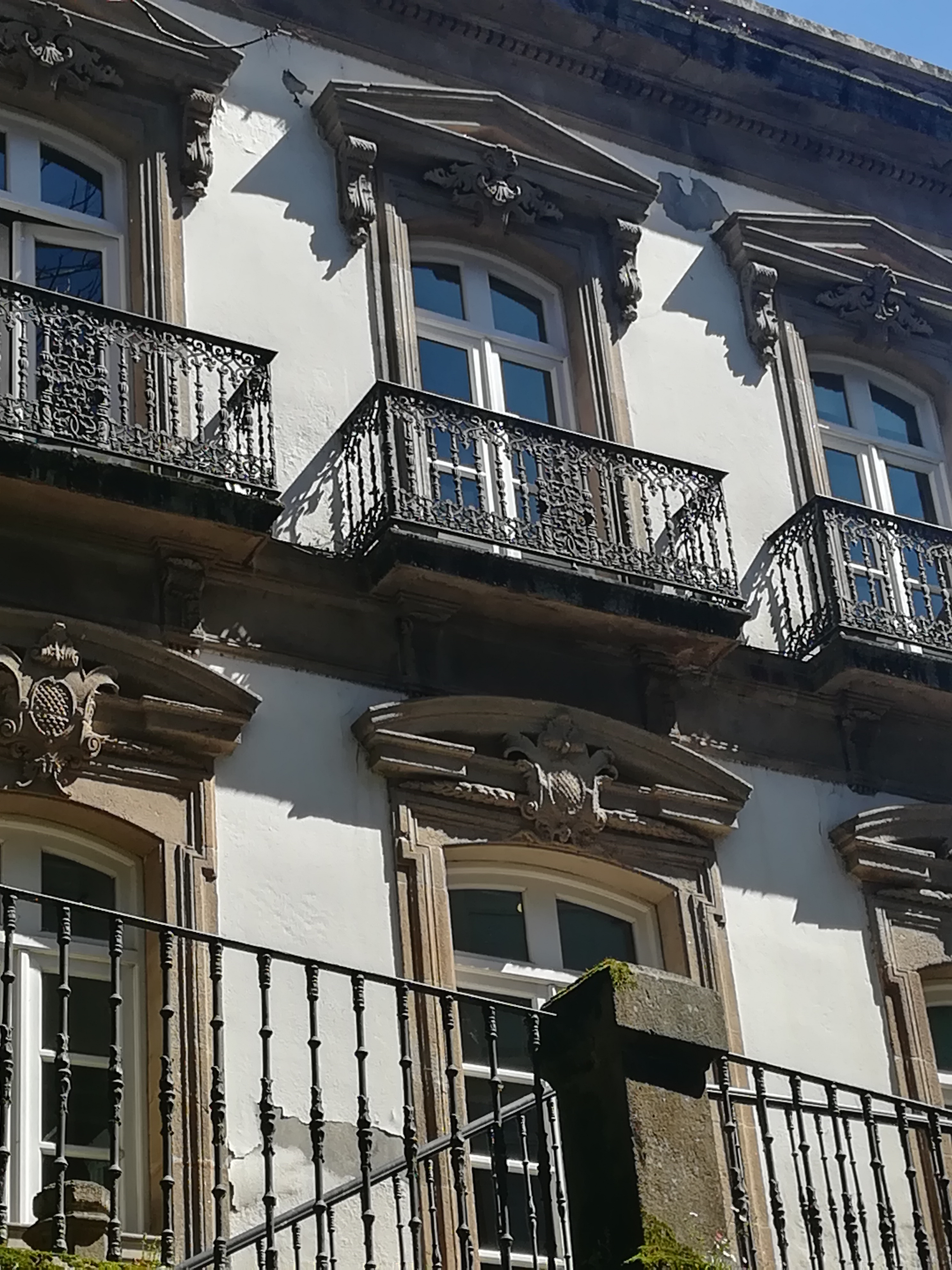